# Do Not Resuscitate (Obitelj Soprano)
"Do Not Resuscitate" 15. je epizoda HBO-ove televizijske serije Obitelj Soprano te druga u drugoj sezoni serije. Napisali su je Robin Green, Mitchell Burgess i Frank Renzulli, režirao Martin Bruestle, a originalno je emitirana 23. siječnja 2000.

## Radnja
Tony posjećuje Strica Junior u zatvoru, uzrujan jer tri tjedna nije stavljen na popis posjetitelja. Tony kaže Junioru da bude oprezan i da je sretan što mu Tony dopušta da zarađuje. Junior uzaludno pokušava uvjeriti Tonyja da Livia nije imala ništa s pokušajem njegova ubojstva. Tony ne želi razgovarati o poslu, ali zatraži sastanak s Bobbyjem Baccalierijem, Juniorovim "kurirom" i vojnikom iz njegove ekipe. Nakon što se Bacala susretne s Tonyjem u mesnici, Tony mu kaže da Junior može i dalje "zarađivati" preko svojih sindikalnih poslova, ali sve ostalo sada pripada Tonyju, iako će Junior i dalje nositi titulu bossa. Prije odlaska, Bobby kaže, "pobjedniku pripadaju otpaci". Tony kaže Bobbyju da zabije svoju "knjigu citata u svoju jebenu debelu guzicu" i da izađe.  
Sljedećeg dana, Juniorov odvjetnik, Harold Melvoin, uspješno izvlači Juniora iz zatvora nakon što je uvjerio suca da Junior ima problem sa srcem. Sudac pristaje staviti Juniora u kućni pritvor uz nadzornu ogrlicu, pod uvjetom da kuću može napustiti samo zbog kupnje namirnica, obiteljskih dužnosti i posjeta liječniku. Tijekom jedne od takvih posjeta na kojem je prisutan i Tony, Junior kaže Tonyju da je vlasnik staračkog doma, Fred Capuano, razgovarao o poslovima obitelji Soprano s drugima, rekavši kako "Tony Soprano voli perje jastuka svoje majke". Tony poduzima korake za Capuanov nestanak. Ubrzo nakon toga, policajac pronalazi Capuanov automobil i tupe pokraj ceste te otvori prtljažnik, u kojem se vjerojatno nalazi Capuanovo tijelo. 
Nakon što se Pussy podvrgne operaciji leđa, njegov ga "prijatelj" agent Skip Lipari odvozi kući. Otkriva se kako je Pussy surađivao s FBI-em od 1998., ali se zapravo ne zna koliko im je otkrio. Sada kad je doušnik Jimmy Altieri ubijen, Skip želi da Pussy istupi i "prestane biti Tonyjev glasnik". Pussy pokuša uvjeriti Skipa da mu više nije stalo do Tonyja i da želi pomoći vladi. Međutim, Pussy nastavlja lagati Lipariju te mu i dalje dostavlja lažne informacije.
Nakon što Tony dozna da se Massarone Construction suočava s problemima zbog manjka afroameričkih radnika, što izaziva nekoliko prosvjeda, prihvaća ponudu Jacka Massaronea da okonča nemire. Tony zatim pošalje nekoliko suradnika iz mafije da uspješno "prestraše" prosvjednike kako bi ih maknuli s gradilišta. Tony kasnije posjećuje propovjednika Jamesa, Jr.-a, gdje se otkriva kako on ima dogovor s Tonyjem. Dogovara prosvjede kako bi ih ekipa Soprano mogla ugušiti. Propovjednik kaže, "Moji bi me prosvjednici ubili da znaju da svoje džepove punim njihovom krvlju".  
U bolnici, Janice nastavlja posjećivati Liviju, koja je još uvijek nesretna te se samosažalijeva. Nakon što Janice upita Meadow što Liviju veseli, Meadow joj kaže da Livia voli opere i glazbene brojeve iz mjuzikala. Janice zatim kupi kolekciju CD-ova i počne ih puštati majci, koja postaje emocionalna. Livia se kasnije počne gušiti, ali je sestre ubrzo smiruju. Sestra zatim upita Janice želi li da Liviju ne oživljavaju - odnosno želi li potpisati "DNR" ("Do Not Resuscitate") — ako padne u komu jer bi je tada na životu održavali umjetnim putem. Janice razmisli o tome i razgovara s Tonyjem, koji joj kaže da čini što želi te da se čak može useliti u Livijinu kuću ako i dalje želi. A.J. načuje taj razgovor i upita Liviju je li "DNR" isto što i "DNK", jer je u školi pisao referat na tu temu. Livia ostaje šokirana viješću da joj kćer to uopće razmatra. Nakon što Janice kaže Liviji da je spremna otići kući, Livia odvraća, "Zašto? Da me možeš 'ne oživljavati'?" Liviju zatim vraćaju u njezinu bolničku sobu gdje, vidno dezorijentirana, poziva Carmelu i počne joj pričati o svojoj problematičnoj djeci te obećaje da će svoje nasljedstvo ostaviti svojim unucima. Carmela je upozori da nikad više ne naziva kuću i spusti joj slušalicu. Dok Carmela spušta slušalicu, Livia namjerava upitati postoji li temelj za kaznenu prijavu protiv Janice.
Sljedeće večeri, Junior se posklizne u kadi dok se brijao i pomisli kako je nešto slomio. Bobby pozove Tonyja upomoć, a Tony požuri i otkrije kako Junior leži na kauču u svojem ogrtaču. Tony predloži da pozovu hitnu pomoć, što Junior odbije. Tony zatim uzme strica na svoja ramena i odlazi u ambulantu.

## Glavni glumci
- James Gandolfini kao Tony Soprano
- Lorraine Bracco kao dr. Jennifer Melfi
- Edie Falco kao Carmela Soprano
- Michael Imperioli kao Christopher Moltisanti
- Dominic Chianese kao Corrado Soprano, Jr.
- Vincent Pastore kao Big Pussy Bonpensiero
- Steven Van Zandt kao Silvio Dante
- Tony Sirico kao Paulie Gualtieri
- Robert Iler kao Anthony Soprano, Jr.
- Jamie-Lynn Sigler kao Meadow Soprano
- Drea de Matteo kao Adriana La Cerva
- Aida Turturro kao Janice Soprano
- Nancy Marchand kao Livia Soprano

### Gostujući glumci
| - Bill Cobbs kao propovjednik James, Sr. - Lillo Brancato Jr. kao Matt Bevilaqua - Louis Lombardi kao Skip Lipari - Gregalan Williams kao propovjednik James, Jr. - Richard Portnow kao odvjetnik Melvoin - Steven R. Schirripa kao "Bacala" Baccalieri - Chris Tardio kao Sean Gismonte - Robert Desiderio kao Jack Massarone - Michael Broughton kao prosvjednik - James Collins kao vozač kamiona - Catherine Dent kao Arlene Riley | - John Fiore kao Gigi Cestone - Elizabeth Flax kao terapeut - Sam Gray kao sudac Greenspan - Timothy Huang kao liječnik - Tertia Lynch kao dežurna medicinska sestra - John Mariano kao Ralph Giorgio - Tony Rigo kao starac - Laurine Towler kao medicinska sestra - Kellie Turner kao pomoćna medicinska sestra - Beatrice Winde kao gost na sprovodu |

## Prva pojavljivanja
- "Black" Jack Massarone: vlasnik Massarone Brothers Construction, tvtke koju je nekad vodio Stric Junior.
- Bobby "Bacala" Baccalieri: član ekipe Juniora Soprana koji postaje Juniorov pomoćnik.
- Agent Skip Lipari: Agent FBI-a koji vodi Big Pussyja Bonpensiera.

## Umrli
- Fred Capuano: navodno ubijen zbog širenja glasina o obitelji Soprano.
- Propovjednik Herman James, Sr. umire prirodnom smrću u dubokoj starosti.

## Naslovna referenca
- Naslov epizode je medicinski izraz (skraćeno "DNR"), a označava dokument koji potpisuje pacijent ili članovi njegove obitelji, a kojim se traži da se pacijenta ne oživljava ako mu otkažu vitalne tjelesne fukncije. Janice i Tony razgovaraju o potpisivanju DNR-a za Liviju.

## Poveznice s budućim epizodama
- Agent Lipari kaže kako je Pussy surađivao s FBI-em od 1998., što sugerira da je Tonyjeva sumnja da Pussy nosi ozvučenje tijekom Božića 1995. u desetoj epizodi treće sezone, "...To Save Us All from Satan's Power", bila pogrešna.

## Produkcija
- Iako je ova epizoda emitirana kao druga u sezoni, producirana je kao treća po redu.

## Reference na druge medije
- Kad Livia na televiziji gleda kuharsku emisiju s Emerilom Lagasseom, njezina spontana reakcija je: "On uopće ne pere ruke!"  Od 2000. nadalje Emeril je postao oprezan pri pranju ruka tijekom kuhanja u Emeril Live, u nadi "da me ona gospođa iz Obitelji Soprano ne bi gnjavila".
- Nakon što Livia sazna za Janicein plan o neoživljavanju (te da će se Janice useliti k njoj), posvađa se s kćeri, rekavši: "Gledala sam taj film s Richardom Widmarkom". To može biti referenca na film Poljubac smrti iz 1947., u kojem Widmarkov lik (psihotični ubojica) ubija staricu prikovanu za invalidska kolica gurnuvši je niz stube.[1] S druge strane, to može biti i referenca na film Koma, također s Widmarkom.[2]

## Glazba
- Pjesma koja svira dok se Janice vozi pušeći travu je "Mother and Child Reunion" Paula Simona.
- Pjesma koja svira dok se Janice susreće s Livijom u bolnici je "Non ti scordar di me", u izvedbi Luciana Pavarottija.
- Pjesma koja svira tijekom odjavne špice je "Goodnight, My Love" Elle Fitzgerald.

## Vanjske poveznice
- Do Not Resuscitate u internetskoj bazi filmova IMDb-a